# Fatu-Hivamonarch
De Fatu-Hivamonarch (Pomarea whitneyi) is een zangvogel  uit de familie Monarchidae (monarchen). Het is een ernstig bedreigde, endemische vogelsoort van het eiland Fatu Hiva (Marquesaseilanden, Frans-Polynesië).

## Kenmerken
De vogel is 19 cm lang, het is een vrij grote zwarte monarch met een donkerblauwe glans over het verenkleed. Onvolwassen vogels zijn dofbruin van boven en lichter en warmer gekleurd van onder, met rood op de vleugels.

## Verspreiding en leefgebied
Deze soort is endemisch op Fatu Hiva waar de vogel voorkomt in dicht, inheems regenwoud op berghellingen tussen de 50 en 700 m boven zeeniveau.

## Status
De Fatu-Hivamonarch heeft een zeer klein verspreidingsgebied en daardoor is de kans op uitsterven aanwezig. De grootte van de populatie bedroeg in het jaar 2000 nog een paar honderd paar. In 2011 bleek de populatie gehalveerd. In 2012 werd door BirdLife International het aantal geschat binnen de categorie minder dan 50 volwassen individuen. Het leefgebied regenwoud is op Fatu Hiva betrekkelijk ongeschonden. Het eiland is rijk bebost en er is geen overbegrazing door geiten en er wordt geen bos afgebrand. Wel zijn er sinds februari 2000 zwarte ratten op het eiland. Er zijn sterke aanwijzingen dat deze ratten de oorzaak zijn van deze achteruitgang. Om deze redenen staat de Fatu-Hivamonarch als ernstig bedreigd (kritiek) op de Rode Lijst van de IUCN. De ratten worden sinds 2008 met wisselend succes bestreden.